# Gwiazdy typu widmowego O

Gwiazdy typu widmowego O są najgorętsze i najjaśniejsze spośród innych typów widmowych gwiazd

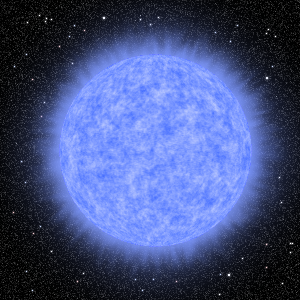
Wyobrażenie Naosa, gwiazdy typu O

Gwiazdy typu widmowego O – gwiazdy o temperaturze powierzchni 25 000 do 50 000 K. W widmie gwiazd tego typu występują bardzo silne linie helu zjonizowanego.
Należą do nich m.in. niezwykle jasne błękitne hiperolbrzymy, od których jaśniejsze są gwiazdy Wolfa-Rayeta, które jednak szybko się rozpadają.
Gwiazdy tego typu są szczególnie rzadkie; tylko 0,00002% (1 na 5 000 000) do 0,00005% (1 na 2 000 000) wszystkich gwiazd jest typu O, ale ponieważ są bardzo jasne, można je zobaczyć z bardzo dużych odległości, a cztery z 90 najjaśniejszych gwiazd widzianych z Ziemi to gwiazdy typu widmowego O. Ze względu na ich przeciętnie dużą masę, gwiazdy typu O kończą swoje życie dość szybko w gwałtownych wybuchach supernowych, w wyniku czego powstają czarne dziury lub gwiazdy neutronowe. Większość z tych gwiazd to młode, masywne gwiazdy ciągu głównego, olbrzymy lub nadolbrzymy, ale centralne gwiazdy mgławic planetarnych i także stare gwiazdy o niskiej masie pod koniec ich życia, również zazwyczaj mają widma O.
Gwiazdy te zwykle znajdują się w regionach aktywnego formowania się gwiazd, takich jak ramiona spiralne w galaktyce spiralnej lub w dwóch galaktykach poddanych kolizji i fuzji (takie jak Galaktyki Czułki). Gwiazdy te oświetlają otaczający materiał i są w dużej mierze odpowiedzialne za wyraźne zabarwienie ramion galaktyki. Ponadto gwiazdy typu O często występują w podwójnych lub potrójnych układach gwiezdnych, gdzie ich ewolucja jest trudniejsza do przewidzenia z powodu transferu masy i możliwości wybuchania gwiazd składowych jako supernowych w różnym czasie.

## Przykłady
Gwiazdy typu widmowego O są rzadkie, ale wielkie i jasno świecące, więc są łatwe do wykrycia i istnieje wiele przykładów widocznych gołym okiem.

### Gwiazdy ciągu głównego
- 10 Lacertae(inne języki)
- AE Aurigae
- BI 253(inne języki)
- Delta Circini(inne języki)
- HD 93205(inne języki) (V560 Carinae)
- Mu Columbae(inne języki)
- Sigma Orionis
- Theta1 Orionis C(inne języki)
- VFTS 102
- Zeta Ophiuchi

### Olbrzymy
- Iota Orionis
- LH54-425(inne języki)
- Meissa
- Gwiazda Plasketta
- Xi Persei
- Mintaka

### Superolbrzymy
- UW Canis Majoris(inne języki)
- Alnitak
- Alfa Camelopardalis
- Cygnus X-1
- Tau Canis Majoris
- Zeta Puppis

### Centralne gwiazdy mgławic planetarnych
- NGC 2392 (O6)
- IC 418 (O7fp)
- NGC 6826 (O6fp)

### Podkarły
- HD 49798(inne języki) (sdO6p)